# Laccobius femoralis
Laccobius femoralis é uma espécie de insetos coleópteros polífagos pertencente à família Hydrophilidae.
A autoridade científica da espécie é Rey, tendo sido descrita no ano de 1885.
Trata-se de uma espécie presente no território português.